# Агустин Калери
Агустин Калери (на испански: Agustín Calleri) [aɣusˈtiŋ kaˈleɾi] е аржентински тенисист. 

## Биография
Агустин Калери е роден на 14 септември 1976 г. в Рио Куарто, Аржентина.
Калери е член на Аржентинската камара на депутатите от 2016 г. до 2017 г. като част от алианса „Обединени за нова алтернатива“.

## Кариера
Агустин Калери печели първа победа на ATP през 1999 г. срещу Ян Вацек на Ролан Гарос. През 2000 г. стига до трети кръг на Ролан Гарос, преди да загуби от Андрей Медведев. Побеждава Марат Сафин в Кицбюел. Завършва в топ 50 за първи път през 2002 г. и играе финал на Аржентина Оупън срещу Николас Масу.
През 2003 г. печели първата си ATP титла в кариерата си в Акапулко, побеждава Гастон Гаудио, Марсело Риос, Феликс Мантиля и след това Мариано Сабалета на финала и достига най-високото си класиране в кариерата като световен номер 16. В Ещорил той стига до финала, но губи от Николай Давиденко. В Хамбург прави най-добрия си резултат, като достига до финала, където губи от Гилермо Кория в два сета. Той записва зашеметяваща победа срещу бившия номер 1 Хуан Карлос Фереро за Купа Дейвис.
Агустин Калери обявява оттеглянето си през февруари 2010 г. на 33-годишна възраст.

## Кариерна статистика

#### Финали натурнири от сериите Мастърс(1)
| година | турнир         | съперник във финала | резултат      |
| ------ | -------------- | ------------------- | ------------- |
| 2003   | Германия Оупън | Гилермо Кория       | 3–6, 4–6, 4–6 |

### ATP финали (2 титли; 8 финала)
|        | П–З | Година | Турнир                | Клас         | Настилка | Опонент           | Резултат            |
| ------ | --- | ------ | --------------------- | ------------ | -------- | ----------------- | ------------------- |
| Загуба | 0–1 | 2002   | Аржентина Оупън       | Международни | Клей     | Николас Масу      | 6–2, 6–7(5–7), 2–6  |
| Победа | 1–1 | 2003   | Мексико Оупън         | Межд. Голд   | Клей     | Мариано Сабалета  | 7–5, 3–6, 6–3       |
| Загуба | 1–2 | 2003   | Португалия Оупън      | Международни | Клей     | Николай Давиденко | 4–6, 3–6            |
| Загуба | 1–3 | 2003   | Германия Оупън        | Мастърс      | Клей     | Гилермо Кория     | 3–6, 4–6, 4–6       |
| Загуба | 1–4 | 2004   | Брасил Оупън          | Международни | Клей     | Густаво Куертен   | 6–3, 2–6, 3–6       |
| Загуба | 1–5 | 2005   | Нидерландия Оупън     | Международни | Клей     | Фернандо Гонсалес | 5–7, 3–6            |
| Победа | 2–5 | 2006   | Австрия Оупън Кицбюел | Межд. Голд   | Клей     | Хуан Игнасио Чела | 7–6(11–9), 6–2, 6–3 |
| Загуба | 2–6 | 2006   | Кънектикът Оупън      | Международни | Твърда   | Николай Давиденко | 4–6, 3–6            |